# Lesjön, Värmland
Lesjön är en sjö i Filipstads kommun i Värmland och ingår i Göta älvs huvudavrinningsområde. Sjön är 15,6 meter djup, har en yta på 0,879 kvadratkilometer och är belägen 234,3 meter över havet. Sjön avvattnas av vattendraget Tvärälven (Rämmån).

## Delavrinningsområde
Lesjön ingår i det delavrinningsområde (665400-140887) som SMHI kallar för Utloppet av Lesjön. Medelhöjden är 288 meter över havet och ytan är 17,93 kvadratkilometer. Räknas de 11 avrinningsområdena uppströms in blir den ackumulerade arean 86,26 kvadratkilometer. Tvärälven (Rämmån) som avvattnar avrinningsområdet har biflödesordning 3, vilket innebär att vattnet flödar genom totalt 3 vattendrag innan det når havet efter 392 kilometer. Avrinningsområdet består mestadels av skog (75 procent). Avrinningsområdet har 1,03 kvadratkilometer vattenytor vilket ger det en sjöprocent på 5,7 procent. Bebyggelsen i området täcker en yta av 0,89 kvadratkilometer eller 5 procent av avrinningsområdet.